# 一站到底
《一站到底》（英語：Who's Still Standing?），是江苏卫视和湖南都市游戏节目，由李好、郭晓敏两夫妻主持。該節目係由购自美国NBC的同名游戏节目改编而成，而美国版則改编自以色列节目《Lauf al Hamiliyon》（希伯來語：לעוף על המיליון）。香港版本製作及播映權由無綫電視獲得，名為《站神之王》，曾擬定於短期內推出，但最後並未成事。
节目曾於2023年12月10日至2024年3月3日逢星期日下午5時至6時於港台電視31播出。
與原版不同的是，該版本的獎勵是电器产品，大奖为免费旅行，而非现金奖励。
2021年8月30日，《一站到底》在播出完最后一期后，疑似因受2019冠状病毒病中国大陆疫情导致无赞助商影响无限期停播，2021年9月6日改为重播过往集数。

## 節目概要
- 類型：一般、對抗賽（如北大vs清華）
- 參賽：透過網路、電話或特約商報名
- 佈置：一人挑戰站中間，8人守擂圓形環繞
- 規則：对决以抢答论胜负，速度是你制胜的关键。挑战者和8个应战方中选出1人进行PK。抢答正确，您将获得1分。抢答错误，则对手加1分。每轮率先获得8分者过胜。如果你们旗鼓相当在赛点中打平，一方必须领先对手2分才能获胜。失败者当场掉落。
- 賽程：首輪挑戰者必須PK掉3個守擂者，才能選擇見好收或繼續衝；之後挑戰者PK掉3人，又能選擇停止或繼續。
- 獎勵：获胜者可以选择跟上一期的擂主发起挑战或拿着奖品离开。挑战获胜的话，不仅可以拿着8件奖品回家，还将获得1年的免费汽车使用权。挑战失败的话，累计的奖品将会失去一半。 如果擂主连续守擂3期，将会直接成为《一站到底》智库的成员，拿到20万年薪的工作。连续6期，年薪翻倍变成40万的年薪。
- 连击奖：如果应战者连赢3题以上，将开启连击模式。  勇气奖：如果挑战者连赢3人，并继续冲击，即便挑战失利，依然还有勇气大奖。

| 题数 | 连击奖               | 勇气奖           |
| ---- | -------------------- | ---------------- |
| 3    | 三星 Note 3 手机     | 韩国 首尔 3日游  |
| 4    | 四核 无线上网本      | 新加坡 4日游     |
| 5    | Iphone 5S            | 台湾 环岛 5日游  |
| 6    | Iphone 6             | 澳大利亚 6日游   |
| 7    | Iphone 6 Plus        | 美国 7日游       |
| 8    | 可以直接消除一名对手 | 本题数没有勇气奖 |

- 題型：常識、歷史、詩詞、文章、音樂、戲劇、明星、建築、地理、景點、名畫、飲食、服飾、方言、風俗、俗話、國家、節慶、小說、計畫、節目、發明、成語、運動、數學、卡通、著作、特產、環保、獎項、圖形、文字、發明、文物、器物、建築、小吃、...。題目主要可分記憶、聯想兩大類，聯想類例如音樂猜主題曲、短片猜電影、影片猜運動、圖片猜發明家名子...，題目題型豐富多元包羅萬千，往往人莫躓於山而躓於垤，最聰明的人也許回答不出眾所周知的簡單問題。

## 历任主持
- 李好（前任）
- 郭晓敏（前任）
- 张纯烨（前任）
- 李莎旻子（替更主持，前参赛选手）
- 陈星光（替更主持，深圳娱乐频道主持人，前参赛选手）
- 藺清瑜（替更主持，前参赛选手）